# Sistema de designação de aviões Idflieg

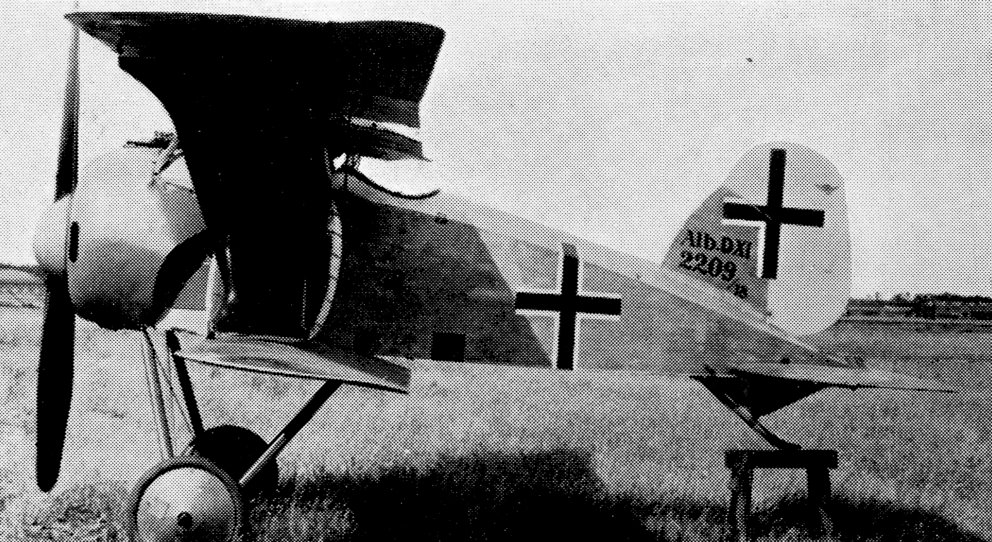
O protótipo Albatros D.XI exibindo a designação do seu tipo como parte do número de série.

O Sistema de designação de aviões Idflieg foi utilizado pelos alemães para designar as aeronaves mais pesadas que o ar de uso militar desde o período inicial da Luftstreitkräfte até o fim da Primeira Guerra Mundial. O sistema evoluiu ao londo desse período a medida que novos tipos de aeronave surgiam.

## Aplicação
O complicado sistema de identificação dos aviões alemães dessa época, se devia em parte ao fato de os fabricantes utilizarem seus próprios códigos que muitas das vezes serviam apenas como apelo comercial, na esperança de obter encomendas. Os códigos "Rs" (de hiroavião gigante), e "CLs" (de hidroavião biposto) são exemplos disso, assim como o código não oficial "Dr" para modelos experimentais.
A Marinha alemã tinha seu próprio sistema de designação de tipos de aviões, mas não utilizou nem esse nem o sistema da Luftstreitkräfte para designar tipos específicos de aviões, preferindo utilizar a designação dos fabricantes. Dirigíveis estavam totalmente fora de qualquer um dos sistemas, sendo numerados individualmente da mesma forma que os destróieres e submarinos, a maioria usando o prefixo "L".
Além de servir para identificar os tipos, a designação Idflieg era muitas vezes incluída como parte do número de série nas marcações.

## Letras de prefixo do sistema Idflieg
Cada designação consistia de uma das seguintes letras, seguida por um algarismo romano. Por exemplo, o primeiro avião de classe "D" construído pela Albatros, foi designado Albatros D.I, o segundo Albatros D.II e assim por diante. Algumas dessas letras passaram a agrupar mais tipos depois do seu uso inicial a medida que as aeronaves assumiam novos papeis.
- A – originalmente, simplesmente monoplanos. Exemplos: Rumpler Taube e Fokker M.5.

- B – originalmente incluía todos os biplanos.

- C – incluía todos os biplanos armados de dois lugares (designação introduzida em Abril de 1915). Um bom número de ases alemães obtiveram sua primeiras vitórias em aviões do tipo "C".[5]
  - CL – um tipo "C" mais leve (designação introduzida no início de 1917). Em outros aspectos os tipo "CL" eram muito semelhantes ao "C" – de fato os números de série e de tipo caiam na mesma sequência.[6]
  - CN – um tipo "C" modificado para carregar mais bombas e atuar como bombardeiro noturno. Essa designação foi substituída mais tarde pela "N".

- D – incluía aviões armados de um só lugar, especificamente voltado para atender os novos jagdstaffeln ou esquadrões de caça (designação introduzida em 1916).
  - DJ – versão blindada do tipo "D". O único nessa classe foi o protótipo AEG DJ.I.

- Dr – incluía triplanos armados de um só lugar, ou Dreidecker (designação introduzida no final de 1917 – abandonada no final de 1918).

- E – incluía monoplanos armados, ou Eindecker (designação introduzida em 1915 – abandonada no final de 1918).

- F – incluía triplanos armados de um só lugar, (designação utilizada apenas uma vez em 1917 e logo abandonada).

- G – incluía biplanos bombardeiros armados de dois ou três lugares com dois ou três motores (groß–"grande")  (designação utilizada a partir de 1916 em substituição a designação K (ver abaixo).
  - GL – versão mais rápida do tipo "G" voltada para bombardeiros diurnos ou reconhecimento de longo alcance (designação introduzida em 1918).

- J – incluía aviões de dupla função: aviões de ligação e caças-bombardeiro blindados[7] (designação introduzida em 1917).

- K – incluía bombardeiros biplanos armados com dois ou três motores, ou Kampfflugzeug (designação introduzida em 1915 e substituída pela "G" no início de 1916).

- N – incluía bombardeiros noturnos de dois lugares e um só motor ou Nacht.

- R – incluía grandes bombardeiros, com no mínimo três e em alguns casos até seis motores, ou Riesenflugzeug. Uma característica incluída nessa designação foi que todos os motores deviam ser acessíveis para reparos em voo.[8]

## Pós Guerra
O sistema deixou de ser usado com o fim da aviação alemã decretada pelo armistício, e os aviões da renascida Luftwaffe seriam designados de acordo com o Sistema de designação de aviões RLM, apesar de que até a década de 30, a Fokker permaneceu usando o sistema "Idflieg" de identificação nos seus modelos. Especificamente, um modelo de avião de reconhecimento de dois lugares da Fokker continuou usando a designação "C", enquanto os aviões de caça continuaram usando a designação "D" explorando a fama e reputação obtida pelo D.VII.